# Masanori Sekiya

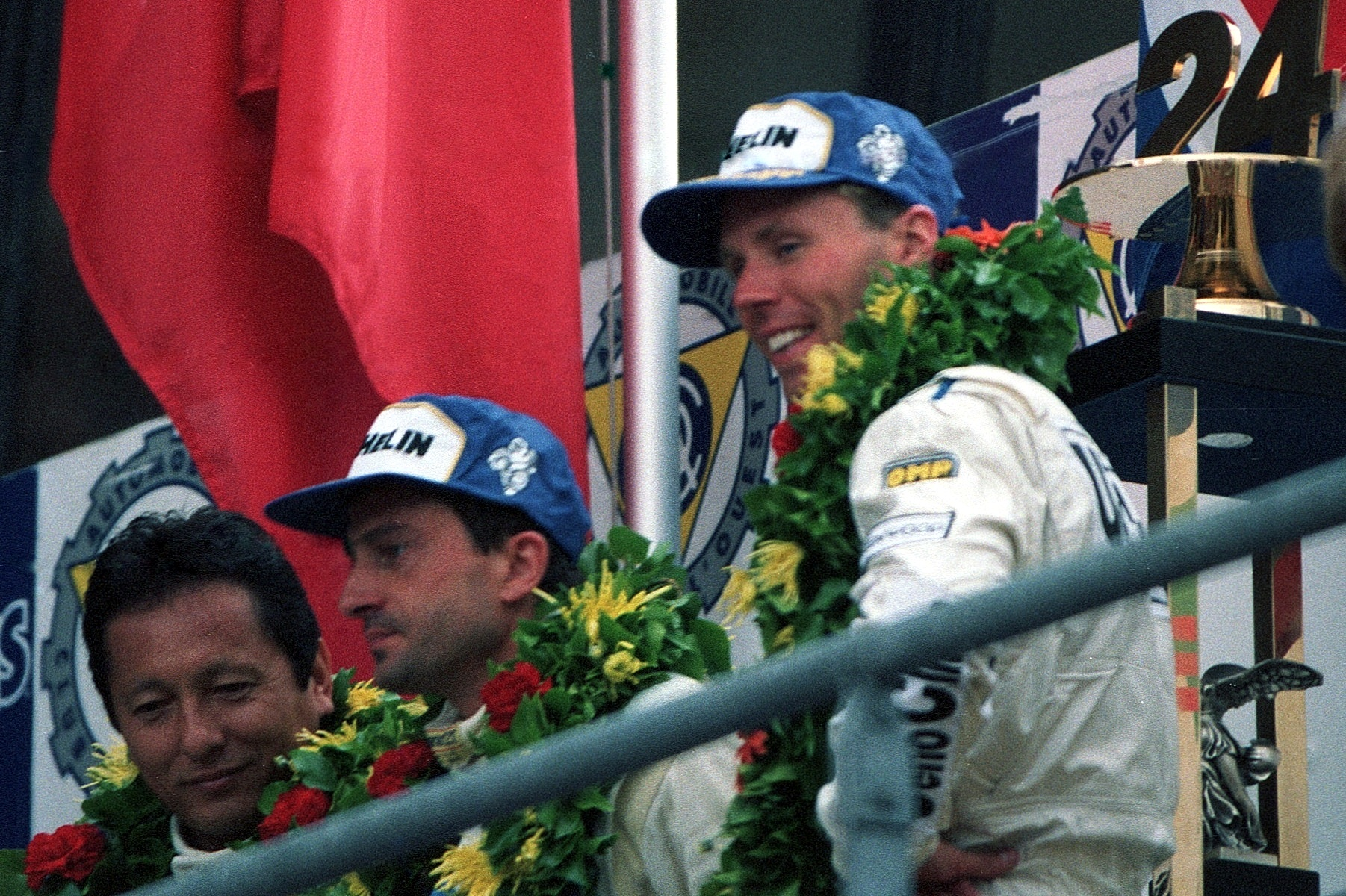
Masanori Sekiya (links) 1995 auf dem Siegerpodium in Le Mans

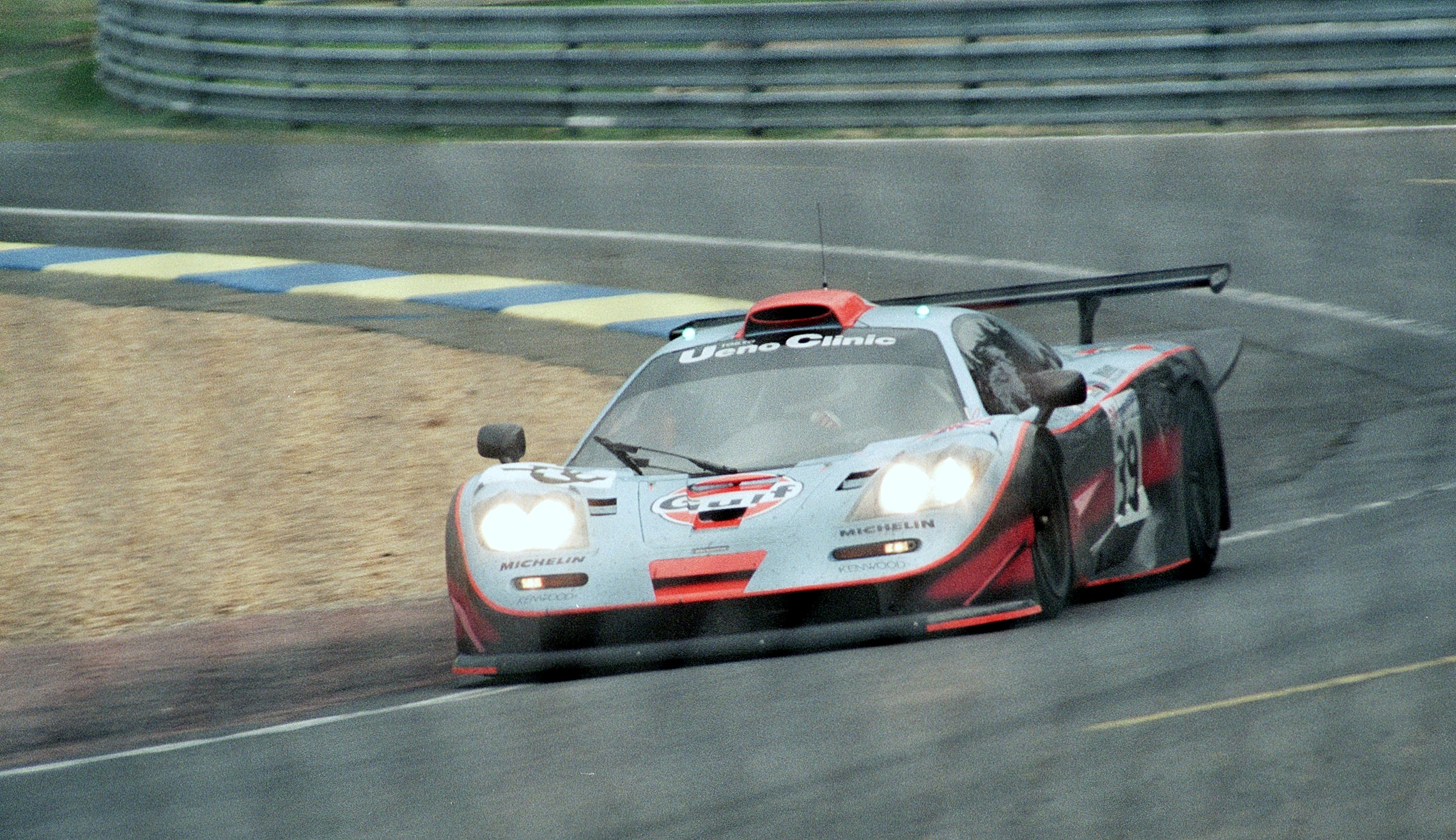
Der McLaren F1 GTR von Ray Bellm, Andrew Gilbert-Scott und Masanori Sekiya beim 24-Stunden-Rennen von Le Mans 1997

Masanori Sekiya (jap. 関谷 正徳, Sekiya Masanori; * 27. November 1949) ist ein ehemaliger japanischer Automobilrennfahrer.

## Karriere im Motorsport
Masanori Sekiya ist in Japan einer der populärsten Sportler. Das liegt an der besonderen Faszination, die das 24-Stunden-Rennen von Le Mans in der japanischen Sportöffentlichkeit hat. Sekiya war der erste japanische Rennfahrer, der 1995 dieses Langstreckenrennen gewinnen konnte, was ihm zu dieser besonderen Popularität verhalf.
Sekiya war ein sehr vielseitiger Rennfahrer. Seine Erfolge bei Langstreckenrennen überdecken in vielen Publikationen sein Können als Monoposto- und Tourenwagen-Rennfahrer. 1988, hinter Aguri Suzuki, Kazuyoshi Hoshino und Emanuele Pirro, und 1989, hinter Hitoshi Ogawa, Ross Cheever und Hoshino wurde der jeweils Gesamtvierter der japanischen Formel-3000-Meisterschaft. Zweimal – 1994 und 1998 – wurde er japanischen Tourenwagenmeister.
Inklusive des Sieges beim 24-Stunden-Rennens von Le Mans 1995 war er bei 14 Sportwagenrennen erfolgreich und stand 48 mal auf dem Podium der ersten Drei.

## Statistik

### Le-Mans-Ergebnisse
| Jahr | Team                      | Fahrzeug        | Teamkollege     | Teamkollege           | Platzierung | Ausfallgrund       |
| ---- | ------------------------- | --------------- | --------------- | --------------------- | ----------- | ------------------ |
| 1985 | Tom’s Team Toyota         | Toyota 85C-L    | Satoru Nakajima | Kaoru Hoshino         | Rang 12     |                    |
| 1986 | Tom’s Co. Ltd.            | Dome 86C        | Satoru Nakajima | Geoff Lees            | Ausfall     | Motorschaden       |
| 1987 | Toyota Team Tom’s         | Toyota 87C-L    | Tiff Needell    | Kaoru Hoshino         | Ausfall     | Zylinder überhitzt |
| 1988 | Toyota Team Tom’s         | Toyota 88C      | Geoff Lees      | Kaoru Hoshino         | Rang 12     |                    |
| 1989 | Porsche Kremer Racing     | Porsche 962CK6  | Hideki Okada    | George Fouché         | Ausfall     | Motorschaden       |
| 1990 | Toyota Team Tom’s         | Toyota 90CV     | Hitoshi Ogawa   | Geoff Lees            | Rang 6      |                    |
| 1992 | Toyota Team Tom’s         | Toyota TS010    | Kenny Acheson   | Pierre-Henri Raphanel | Rang 2      |                    |
| 1993 | Toyota Team Tom’s         | Toyota TS010    | Toshio Suzuki   | Eddie Irvine          | Rang 4      |                    |
| 1995 | Kokusai Kaihatsu Racing   | McLaren F1 GTR  | JJ Lehto        | Yannick Dalmas        | Gesamtsieg  |                    |
| 1996 | Team SARD Toyota Co. Ltd. | Toyota Supra LM | Masami Kageyama | Hidetoshi Mitsusada   | Ausfall     | Unfall             |
| 1997 | Gulf Team Davidoff        | McLaren F1 GTR  | Ray Bellm       | Andrew Gilbert-Scott  | Ausfall     | Wagenbrand         |

### Einzelergebnisse in der Sportwagen-Weltmeisterschaft
| Saison | Team            | Rennwagen               | 1   | 2   | 3   | 4   | 5   | 6   | 7   | 8   | 9   | 10  | 11  |
| ------ | --------------- | ----------------------- | --- | --- | --- | --- | --- | --- | --- | --- | --- | --- | --- |
| 1982   | Mazdaspeed      | Mazda RX-7              | MON | SIL | NÜR | LEM | SPA | MUG | FUJ | BRH |     |     |     |
| 1982   | Mazdaspeed      | Mazda RX-7              |     |     |     | 6   |     |     |     |     |     |     |     |
| 1983   | Tom‘s           | Tom’s 83C               | MON | SIL | NÜR | LEM | SPA | FUJ | KYA |     |     |     |     |
| 1983   | Tom‘s           | Tom’s 83C               |     |     | 9   |     |     |     |     |     |     |     |     |
| 1984   | Dome Motorsport | Dome 84C                | MON | SIL | LEM | NÜR | BRH | MOS | SPA | IMO | FUJ | KYA | SAN |
| 1984   | Dome Motorsport | Dome 84C                |     |     |     |     |     | 7   |     |     |     |     |     |
| 1985   | Tom‘s           | Toyota 85C-L Tom’s 85C  | MUG | MON | SIL | LEM | HOK | MOS | SPA | BRH | FUJ | SEL |     |
| 1985   | Tom‘s           | Toyota 85C-L Tom’s 85C  |     |     |     | 12  |     |     |     |     | 3   |     |     |
| 1986   | Tom‘s           | Dome 86C Tom’s 86C      | MON | SIL | LEM | NÜN | BRH | JER | NÜR | SPA | FUJ |     |     |
| 1986   | Tom‘s           | Dome 86C Tom’s 86C      |     |     | DNF |     |     |     |     |     | 9   |     |     |
| 1987   | Tom‘s           | Toyota 87C-L            | JAR | JER | MON | SIL | LEM | NÜN | BRH | NÜR | SPA | FUJ |     |
| 1987   | Tom‘s           | Toyota 87C-L            |     |     |     |     | DNF |     |     |     |     | DNF |     |
| 1988   | Tom‘s Toyota    | Toyota 88C Toyota 88C-V | JER | JAR | MON | SIL | LEM | BRÜ | BRH | NÜR | SPA | FUJ | SAN |
| 1988   | Tom‘s Toyota    | Toyota 88C Toyota 88C-V |     |     |     |     | 12  |     |     |     |     | 22  |     |
| 1989   | Kremer Racing   | Porsche 962             | SUZ | DIJ | JAR | BRH | NÜR | DON | SPA | MEX |     |     |     |
| 1989   | Kremer Racing   | Porsche 962             | 9   |     |     |     |     |     |     |     |     |     |     |
| 1992   | Tom‘s           | Toyota TS010            | MON | SIL | LEM | DON | SUZ | MAG |     |     |     |     |     |
| 1992   | Tom‘s           | Toyota TS010            |     |     | 2   |     | DNF |     |     |     |     |     |     |